# この男子、人魚ひろいました。
『この男子、人魚ひろいました。』（このだんし、にんぎょひろいました。）は、日本のOVA作品。

## あらすじ
心にどこか寂しさを抱えている高校生の川内洲（かわうちしま）。祖父を亡くした日に、海辺で一人泣いているところ、足を滑らせ溺れてしまう。洲は美しい青年に助けられるが、なんと彼は人魚だった?!
イサキと名付け、一緒に暮らし始める二人。人魚との生活に戸惑いつつも少しずつ心を開いていく洲。そんな洲をやさしく包み込むイサキ。次第に洲が寂しさを忘れ充実した生活を送れるようになった頃、洲とイサキにある変化が…。
（公式ページより）

## 登場人物
川内　洲（かわうち しま）
声 - 梶裕貴
本作の主人公。17歳の男子高校生。小さい頃に両親が離婚し、海のそばの祖父の家で暮らしている。周りとはそれなりにうまくやってはいるが、本音はなかなか他人に見せない性格。イサキと出会ったことで、次第に変わっていく。
イサキ
声 - 緑川光
人魚。海で溺れていた洲を助けたことをキッカケに洲と一緒に暮らすことになる。美しく聡明で、包容力のある心優しい性格だがときどき、妄想が暴走する天然な一面も。洲との出会いによって彼にもにも変化が訪れる。
川内　源（かわうち げん）
声 - 西村知道
洲の父/葬儀屋
声 - 下山吉光
洲の母/電話の声
声 - 新井里美
草津（くさつ）
声 - 寺島惇太
小綱（こつな）
声 - 戸田めぐみ
舟入（ふないり）
声 - 福山百合香
古江（ふるえ）
声 - 宮本誉之

## スタッフ
- 原作・監督・脚本・アニメーション制作：山本蒼美
- 音響監督/整音：山田陽
- 音楽監督：Mitsuyuki ISHIBASHI
- 音楽：Mitsuyuki ISHIBASHI、大杉潤
- ビデオ編集映広：土井直樹、河野文香、中田仁
- エグゼクティブプロデューサ：川口典孝
- プロデューサ：酒井雄一

## 主題歌
- エンディング『海より蒼く』
作詞：SugacCch (Days of Creation)
作曲：大杉潤 (Days of Creation)
編曲：大杉潤 ＆ 辻岡康博 (Days of Creation)
歌：緑川光